# Tada Mitsuyori
Tada Mitsuyori (多田 満頼, né en 1501 et mort en 1563) est un samouraï de l'époque Sengoku et l'un des 24 généraux de Takeda Shingen. Il sert d'abord sous les ordres du daimyo Takeda Nobutora puis sous ceux de Takeda Shingen. Mitsuyori est originaire de la province de Mino.
A l'avènement de Shingen, Mitsuyori sert sous les ordres de Itagaki Nobukata en tant que capitaine de son infanterie, il participe à 29 batailles à ce poste dont celles de Sezawa et d'Uehara en 1542. Il est reconnu comme un expert en combat nocturne, un talent qu'il exploite avec brio lors de la bataille de Sezawa. Il est emporté par une maladie en 1563.